# 中情局西藏项目

中央情报局

西藏計劃（英語：Tibetan program）是美国一項於1950-70年代期間進行的秘密情報項目，涵蓋政治操作、散布宣传、游擊作戰及情报收集等層面。其主要由中央情报局所策劃及發起，但亦有與包括国务院和国防部在内的其他美国政府部門协同進行。起初的计划是替几个相互独立的西藏抵抗组织增強力量，后来设计了在尼泊尔边境約2000人的武裝游擊隊。截至1964年2月，中情局所有西藏计划的年度开销超过170万美元。
1959年，西藏傳統的噶廈政府於藏區騷亂後被中共解散，第十四世达赖喇嘛流亡印度，途中即由中情局訓練的游擊隊騎兵護送；1972年尼克松访华後中美關係破冰，美國政府因此終止計劃。

## 总览
中情局西藏计划通过政治行动和政治宣传削弱中华人民共和国政府对西藏的影响和能力。美国国家安全委员会303委员会批准并在后来支持了此项目。项目包括几个秘密行动，代号如下：
- ST CIRCUS —— 在塞班岛和科羅拉多州的赫尔营陆军基地，训练西藏游击队员
- ST BARNUM —— 向西藏空运中情局特工、军事补给和支援装备
- ST BAILEY —— 秘密宣传项目

## 历史
1950年代早期，中情局从特殊行动小组抽调队伍，训练引导西藏抵抗武装反抗中国人民解放军。西藏游击队员在美国落磯山脈、科羅拉多州赫尔营军事基地接受训练 ，后来让他们从尼泊尔和印度反抗解放军。这些準军事组织在达赖喇嘛出走後负责護送他秘密前往印度。

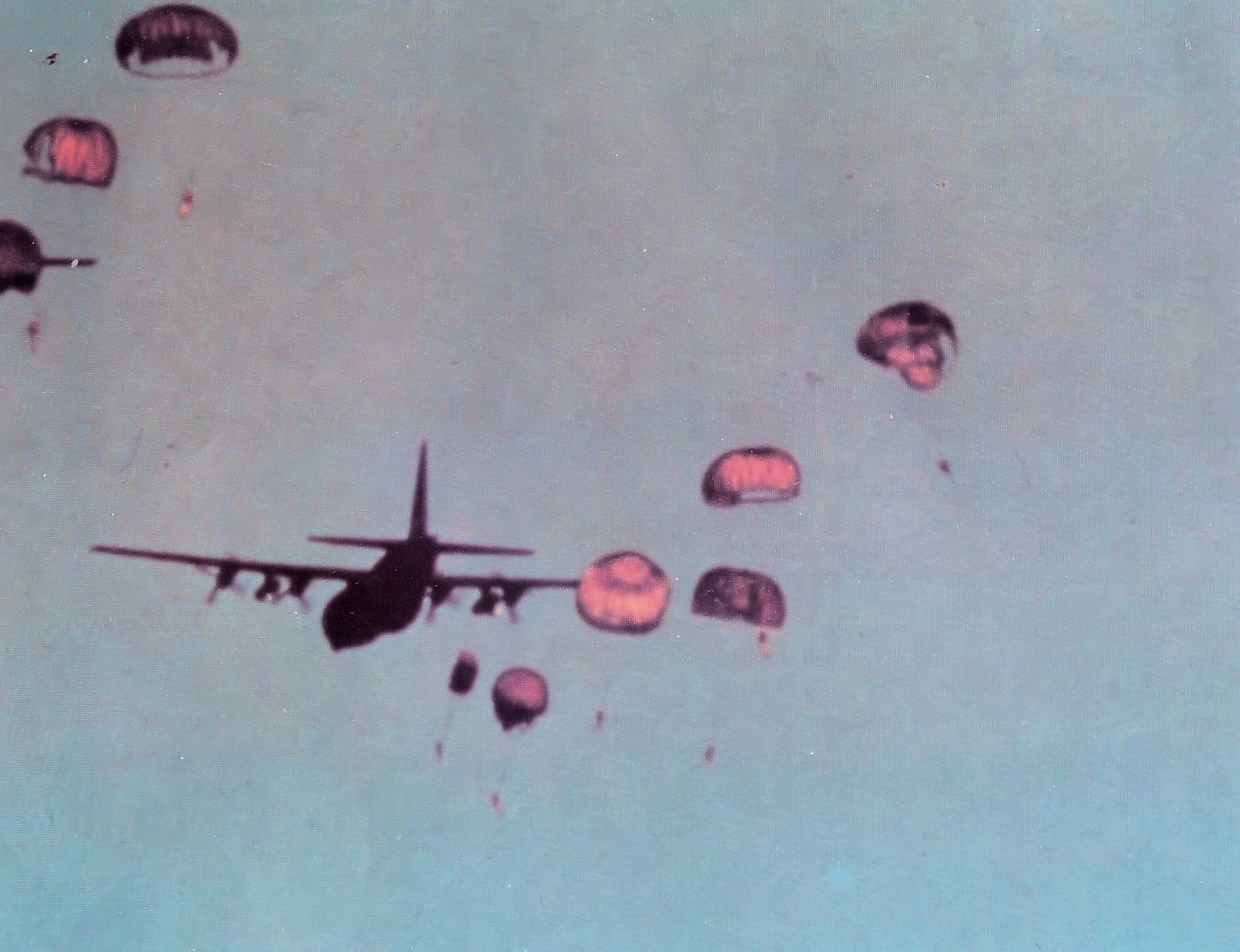
1959年中情局用C-130運輸機向四水六崗空投物資

1955年，西藏本地的一些领袖秘密策划了1956年的反抗，围困了几个中国政府组织，杀死了一些中国政府雇员和其他汉族人。1957年5月，一个拥有武装的反抗组织四水六崗成立，幾個月後收到中情局的资助。

根据退役游击队老兵帕登·旺嘉陈述，这些破坏中国政府西藏设施的反抗组织直接由美国资助：
我们的士兵攻击了中国卡车，获得了一些中国政府文件。之后美国人给我们涨了薪资。 
由2000名游擊隊員组成的四水六岗由恩珠倉·貢布扎西領導，部份指揮官曾在中情局受訓。这些队员擅长从尼泊尔高耸山脉的基地伏击中国目标。
1958年康区騷乱期間，两名游擊队员阿塔和洛孜试图会见达赖喇嘛尋求支持。噶厦内务大臣帕拉·土登为登认为不合时宜，阻止了会见。茨仁夏加说：“帕拉从來没有告诉达赖喇嘛和噶厦那两个人的到来。他也没告诉达赖喇嘛美国愿意提供援助。”
四水六岗继续攻击中国政府官员、破坏通信线缆并且攻击中国军队。
1959年藏历新年，拉萨发生骚乱，中国人民解放军西藏军区部队对骚乱動武鎮壓，达赖喇嘛遂流亡印度。
中情局特工約翰·肯尼思·諾斯（英語：John Kenneth Knaus）表示，中情局支持四水六崗衛教军最大的情報收穫，來自1961年10月25日在扎东地区牛库（现萨嘎县拉藏乡）對解放軍車隊的襲擊，一支四十餘人的衛教軍騎兵隊襲擊解放军西藏军区边防5团盛永琛副团长带領的一个加强班，解放軍11人陣亡，獲得1,500件檔案，其中包括大躍進失敗的確切證據以及解放軍戰鬥序列。其他情報收穫包括1962年獲得中國導彈計畫與發展原子彈的情報，以及在1964年埋下探測器，成為美國證實中國在羅布泊進行原子彈試爆的最早來源。
1972年尼克松访华，白宫因中美關係破冰而終止為計劃撥款及培训西藏游击队员，1500名中情局情报的游击队员各获得了10000卢比，在印度购买土地或做生意，自此解甲歸田不再武裝抵抗中共。

## 费用
此表格列出了1964年一年中情局西藏项目的开销，作为例子：
| 项目                     | 费用       |
| ------------------------ | ---------- |
| 培训下级军官             | US$45,000  |
| 纽约和日内瓦的游说机构   | US$75,000  |
| 杂项                     | US$125,000 |
| 达赖喇嘛的补助           | US$180,000 |
| 操作费用                 | US$225,000 |
| 科罗拉多策反培训费用     | US$400,000 |
| 2100名西藏游击队员的工资 | US$500,000 |

从1950年代晚期到1974年，达赖喇嘛每年获得中情局的18万美元资助。这些资金是给他个人的，但是将多数用于西藏流亡政府的活动，资助外交官员游说国际支持。
尽管达赖喇嘛的抗辩逐渐丧失效力，他在纽约的办公室并没有放弃向一些联合国代表游说。达赖喇嘛也由美国前驻联合国代表支援。

## 批评
14世达赖喇嘛在他1991年的自传《流亡中的自在》中批评，中情局“支援西藏独立运动，并非因为关心西藏独立，而是颠覆全世界的共产政府行动的一部分”。1999年，达赖喇嘛说，中情局西藏计划对西藏有害，因为目的主要是服务美国的国家利益，“一旦美国对华政策改变，帮助就停止了”。2009年，嘉乐顿珠接受《華爾街日報》采访时称：「我不能說中情局的幫助很有用。他們的幫助確實激怒了中國人，導致了報復。我為此感到非常難過。」「美国人只能给中国找点麻烦而已，并没有对西藏的长久政策。」2015年，嘉乐顿珠在其回忆录《噶倫堡的製麵師：達賴喇嘛二哥回憶錄‧不為人知的圖博奮鬥故事》的最后表示，他后悔与中情局的合作，美国只是为了自己的利益挑起矛盾，這段話也被有心人拿來大作文章。